# Omaha (lớp tàu tuần dương)
Lớp tàu tuần dương Omaha là một lớp tàu tuần dương hạng nhẹ được chế tạo cho Hải quân Hoa Kỳ. Là một thiết kế trung gian ngay sau Chiến tranh Thế giới thứ nhất, chúng là lớp tàu tuần dương cũ nhất đã tiếp tục phục vụ trong Chiến tranh Thế giới thứ hai. Không có chiếc nào bị mất trong cuộc xung đột sau này, chủ yếu là do chúng chỉ được giao phó những nhiệm vụ thứ yếu trong chiến tranh, vì rõ ràng là chúng đã lạc hậu vào lúc đó. Tất cả đều bị tháo dỡ sau khi chiến tranh kết thúc.

## Bối cảnh

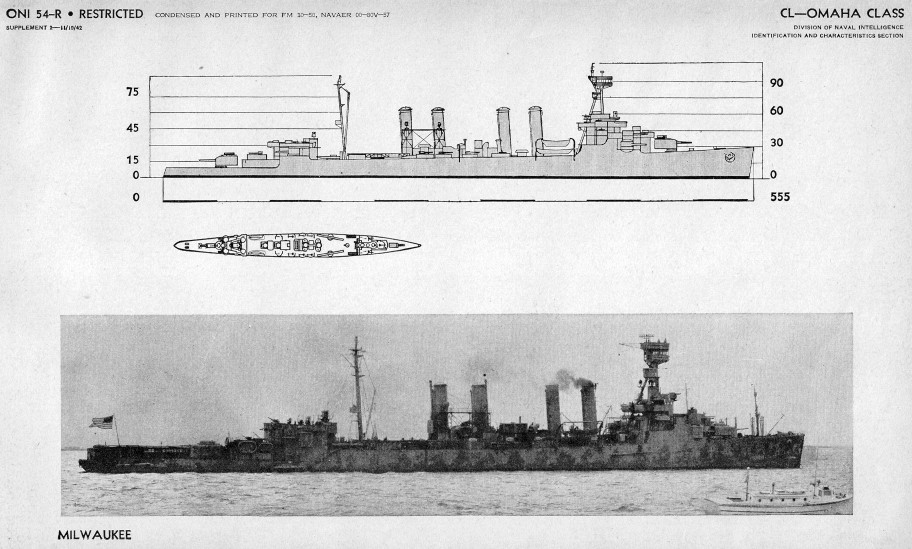
Sơ đồ nhận diện lớp Omaha vào năm 1942

Các cuộc cơ động tiến hành vào tháng 1 năm 1915 bộc lộ rõ ràng việc Hạm đội Đại Tây Dương Hoa Kỳ thiếu sót những tàu tuần dương nhanh vốn cần đến để cung cấp thông tin về vị trí của đối phương cũng như ngăn chặn đối phương do thám vị trí của hạm đội nhà, cùng để bảo vệ các lực lượng bạn. Được chế tạo cho nhiệm vụ trinh sát cho hạm đội thiết giáp hạm, chúng cần có tốc độ cao 35 hải lý trên giờ (65 km/h) để phối hợp hoạt động với tàu khu trục, và cỡ pháo 6 inch (150 mm) để đẩy lui mọi tàu khu trục mà đối phương tung ra chống lại chúng. Với trọng lượng choán nước 7.050 tấn, chúng có chiều dài 556 ft 6 in (169,62 m).
Lớp Omaha được thiết kế đặc biệt để đối phó với lớp tàu tuần dương Centaur của Anh Quốc. Cho dù theo quan điểm hiện đại, một mâu thuẫn giữa Hoa Kỳ và Anh Quốc xem ra có vẻ nghi ngờ, các nhà chiến lược Hải quân Mỹ trong thời gian này, và thậm chí cho đến giữa những năm 1930, vẫn xem Anh Quốc như là một cường quốc hải quân tại Đại Tây Dương, và khả năng đối đầu quân sự giữa hai nước vẫn đủ hợp lý đáng để có những giải pháp xử lý thích hợp.

## Thiết kế
Do thiết kế cũ kỹ, lớp Omaha có bốn ống khói, một kiểu dáng tương tự như những tàu khu trục bốn ống khói. Dàn vũ khí của chúng trình bày sự thay đổi chậm chạp từ các ụ tháp pháo sang vũ khí bố trí trên tháp pháo. Chúng có dàn hoả lực chính gồm 12 khẩu hải pháo 152 mm (6 inch)/53 caliber, trong đó bốn khẩu được bố trí trên các tháp pháo nòng đôi, một phía trước và một phía sau, trong khi tám khẩu còn lại bố trí trong các ụ tháp pháo, bốn khẩu mỗi bên mạn. Được hạ thủy vào năm 1920, USS Omaha (ký hiệu C-4, là sau đó CL-4) có trọng lượng choán nước vừa trên 7.100 tấn. Những con tàu tuần dương này hình thành với một kiểu dáng đặc trưng cổ điển do các khẩu pháo trong tháp pháo ụ nòng đôi thời Thế Chiến I, và nằm trong số các tàu tuần dương bắn qua mạn cuối cùng được thiết kế trên thế giới.
Như là hậu quả của những thay đổi về thiết kế của con tàu đang khi chế tạo, những chiếc trong lớp Omaha được hạ thủy trong những năm 1920 bị quá tải đến mức ngay từ đầu, chúng tỏ ra quá chật chội. Những con tàu không được cách nhiệt đúng mức, quá nóng tại miền nhiệt đới và quá lạnh ở phía Bắc. Việc phải hy sinh để giảm trọng lượng nhằm đổi lấy tốc độ đã đưa đến việc làm tổn thương đáng kể khả năng sống sót của con tàu. Trong khi được mô tả như là những con tàu đi biển tốt, độ nổi thấp thường xuyên đưa đến việc ngập nước trước mũi và các ngăn ngư lôi. Lườn tàu được thiết kế nhẹ bị rò rỉ nước, nên việc di chuyển tốc độ cao thường đưa đến việc ô nhiễm nước biển vào các thùng dầu.
Bất kể những khuyết điểm vừa nêu, Hải quân Mỹ đặt một niềm tự hào lớn đối với lớp Omaha; khi nó có được sự bảo vệ dưới nước rất tốt đối với mối đe dọa của ngư lôi. Nó được thiết kế với sự cải tiến trong việc phân ngăn, trong khi các hầm đạn của chúng lần đầu tiên được đặt trên trục giữa bên dưới mực nước.

## Lịch sử hoạt động
Nguyên được thiết kế để phục vụ như tàu tuần tiễu, lớp Omaha phục vụ trong suốt giai đoạn giữa hai cuộc thế chiến như soái hạm của hải đội khu trục, giúp chúng kháng cự lại sự tấn công của tàu khu trục đối phương. Việc trinh sát chiến thuật trở thành lĩnh vực của máy bay trên tàu tuần dương, trong khi vai trò trinh sát tầm xa được đảm trách bởi các tàu tuần dương hạng nặng sinh ra từ Hiệp ước Hải quân Washington năm 1923. Vì vậy, lớp Omaha chưa từng bao giờ thực hiện chức năng như được thiết kế. Chúng được giao vai trò hộ tống hạm đội, nơi mà tốc độ và hỏa lực mạnh được đánh giá cao nhất.
Do trọng lượng nặng đầu lớn tồn tại trên những con tàu này, bị phức tạp thêm bởi những máy phóng được bố trí cao, Hải quân tháo bỏ hai trong số các ụ tháp pháo bắn ra phía sau vào năm 1939. Chúng là lớp tàu tuần cũ nhất còn hoạt động cùng với Hải quân Hoa Kỳ khi Chiến tranh Thế giới thứ hai ập đến với họ vào năm 1941. Không có chiếc nào bị mất trong cuộc chiến này; nhưng do đã quá lạc hậu, chúng được cho ngừng hoạt động và tháo dỡ ngay khi chiến tranh kết thúc.

## Những cải biến trong thiết kế
Hai biến thể khác của lớp Omaha được dự trù. Thiết kế thứ nhất, dự định hoạt động như một tàu monitor, có hai khẩu pháo 14 inch trên hai tháp pháo nòng đơn, trong khi thiết kế kia có bốn khẩu pháo 8 inch trên hai tháp pháo nòng đôi, vốn sau đó phát triển thành lớp tàu tuần dương hạng nặng Pensacola.

## Những chiếc trong lớp
| Tên (Ký hiệu lườn) | Xưởng tàu                                                                      | Đặt lườn             | Hạ thủy              | Nhập biên chế       | Xuất biên chế        | Số phận                                                                             |
| ------------------ | ------------------------------------------------------------------------------ | -------------------- | -------------------- | ------------------- | -------------------- | ----------------------------------------------------------------------------------- |
| Omaha (CL-4)       | Todd Dry Dock & Construction Co., Tacoma, Washington                           | 6 tháng 12 năm 1918  | 14 tháng 12 năm 1920 | 24 tháng 2 năm 1923 | 1 tháng 11 năm 1945; | Rút đăng bạ 28 tháng 11 năm 1945; tháo dỡ tháng 2 năm 1946                          |
| Milwaukee (CL-5)   | Todd Dry Dock & Construction Co., Tacoma, Washington                           | 13 tháng 12 năm 1918 | 24 tháng 3 năm 1922  | 20 tháng 6 năm 1923 | 6 tháng 3 năm 1949   | Chuyển cho Liên Xô dưới tên Murmansk; ngừng hoạt động, tháo dỡ 10 tháng 12 năm 1949 |
| Cincinnati (CL-6)  | Todd Dry Dock & Construction Co., Tacoma, Washington                           | 15 tháng 5 năm 1920  | 23 tháng 5 năm 1921  | 1 tháng 1 năm 1924  | 1 tháng 11 năm 1945  | Tháo dỡ 27 tháng 2 năm 1946                                                         |
| Raleigh (CL-7)     | Bethlehem Shipbuilding Corporation, Fore River Shipyard, Quincy, Massachusetts | 16 tháng 8 năm 1920  | 25 tháng 10 năm 1922 | 6 tháng 2 năm 1924  | 2 tháng 11 năm 1945  | Rút đăng bạ 28 tháng 11 năm 1945; tháo dỡ 27 tháng 2 năm 1946                       |
| Detroit (CL-8)     | Bethlehem Shipbuilding Corporation, Fore River Shipyard, Quincy, Massachusetts | 10 tháng 11 năm 1920 | 29 tháng 6 năm 1922  | 31 tháng 7 năm 1923 | 11 tháng 1 năm 1946  | Rút đăng bạ 21 tháng 1 1946; tháo dỡ 27 tháng 2 năm 1946                            |
| Richmond (CL-9)    | William Cramp & Sons, Philadelphia                                             | 16 tháng 2 năm 1920  | 29 tháng 9 năm 1921  | 2 tháng 7 năm 1923  | 21 tháng 12 năm 1945 | Rút đăng bạ 21 tháng 1 1946; tháo dỡ 18 tháng 12 năm 1946                           |
| Concord (CL-10)    | William Cramp & Sons, Philadelphia                                             | 29 tháng 3 năm 1920  | 15 tháng 12 năm 1921 | 3 tháng 11 năm 1923 | 12 tháng 12 năm 1945 | Rút đăng bạ 8 tháng 1 1946; tháo dỡ 21 tháng 1 năm 1947                             |
| Trenton (CL-11)    | William Cramp & Sons, Philadelphia                                             | 18 tháng 8 năm 1920  | 16 tháng 4 năm 1923  | 19 tháng 4 năm 1924 | 20 tháng 12 năm 1945 | Rút đăng bạ 21 tháng 1 1946; tháo dỡ 29 tháng 12 năm 1946                           |
| Marblehead (CL-12) | William Cramp & Sons, Philadelphia                                             | 4 tháng 8 năm 1920   | 9 tháng 10 năm 1923  | 8 tháng 9 năm 1924  | 1 tháng 11 năm 1945  | Rút đăng bạ 28 tháng 11 năm 1945; tháo dỡ 27 tháng 2 năm 1946                       |
| Memphis (CL-13)    | William Cramp & Sons, Philadelphia                                             | 14 tháng 10 năm 1920 | 17 tháng 4 năm 1924  | 4 tháng 2 năm 1925  | 17 tháng 12 năm 1945 | Rút đăng bạ 8 tháng 1 1946; tháo dỡ 18 tháng 12 năm 1947                            |